# Natanaʾel al-Fayyūmī
Natanaʾel al-Fayyūmī (hebräisch נתנאל בירב פיומי, arabisch ناتانئيل الفيومي) war ein Nagid (führender Rabbiner) und Autor aus dem Jemen. Er lebte und wirkte im 12. Jahrhundert und starb vermutlich um 1165. Auch wenn der Name dies nahelegt, so stammen weder al-Fayyūmī noch seine Familie aus der ägyptischen Stadt al-Fayyūm.

## Leben und Werk
Al-Fayyūmīs Hauptwerk Bustān al-ʿuqūl bzw. בֻּסְתַּאן אַלעִקוּל ist in Judäo-Arabisch geschrieben, also in einer Version des Arabischen, die mit hebräischen Schriftzeichen geschrieben wurde. Die hebräische Bezeichnung des Werks lautet Gan ha-sekhalim bzw. Pardes ha-deot, was Garten der Meinungen (Ansichten) bedeutet. Auf einem Kolophon eines Manuskripts bezeichnet sich al-Fayyūmī als Verfasser (ʿanā bi taʾlīfhā Rav Natanaʾīl BīravFayyūmī). Das Werk lässt sich ungefähr auf das Jahr 1147 datieren. Es besteht aus sieben Teilen und zeugt von einer tiefen Kenntnis nicht nur der jüdischen Geisteswelt, sondern auch der islamischen Philosophie und der ismailitischen Kosmologie, und erläutert neben der Bedeutung der Halacha, der jüdischen Gebote und der „kommenden Welt“ auch die Prinzipien des Tauhīd. Die Abschnitte lauten: Über die Einheit Gottes, Der Mensch als Mikrokosmos, Über die Notwendigkeit des Gehorsams gegenüber Gott, Über die Reue, das Vertrauen auf Gott in allen Angelegenheiten, Über die Tugenden des zu erwartenden Messias sowie Über die kommende Welt.
In einer Auseinandersetzung mit muslimischen Gelehrten zitiert der Verfasser aus der Sure 5:43: „Aber wie können sie dich zum Schiedsrichter machen, wo sie doch die Thora haben, in der die Entscheidung Gottes vorliegt.“ Nach seinen eigenen Worten schrieb al-Fayyūmī sein Werk in Anlehnung an die um 1080 veröffentlichten Pflichten der Herzen von Bachja ibn Pakuda. Bemerkenswerte Parallelen zum ismailitischen Denken finden sich in al-Fayyūmīs Werk in der Ansicht, dass die gesamte Welt in esoterische (bāṭinī) und exoterische (ẓāhirī) Aspekte aufgeteilt sei. So sind der menschliche Körper und die vorgeschriebenen Formen der Anbetung exoterisch, die dadurch zu erreichenden (geistigen) Zustände und die Seele esoterisch. Die Welt selbst ist exoterisch, der Schöpfer jedoch esoterisch. Der Text kombiniert intellektuelle und religiöse Fragestellungen, wobei die intellektuellen Beweisführungen den Werken der Mutakallimun und der Philosophen entnommen sind, die religiösen Beweisführungen hingegen der Tora.
Das Manuskript des Buches wurde später vom US-amerikanischen Semitisten und Professor für Rabbinische Literatur Richard Gottheil von dem Bibliophilen Ephraim Deinard käuflich erworben. Gottheil beschrieb das Werk als „Arabisch in hebräischen Buchstaben, was - soweit ich sehen kann - einzigartig ist.“ Im Jahr 1908 veröffentlichte dieser eine Ausgabe von Bustān al-ʿuqūl mit einer kleinen Einführung und englischer Übersetzung, die von David Levine besorgt wurde. Im Jahr 1947 gab Pines ein Werk heraus, in welchem er behauptete, al-Fayyūmī müsse im sulayḥidischen oder zurayʿidischen Jemen bzw. im fāṭimidischen Ägypten gewesen sein, um die ismailitische Denkweise derart gekonnt umschreiben zu können.
Rabbi Natanaʾel war zudem Schöpfer eines jüdischen Kalenders, der sich in einem Zyklus von 247 Jahren wiederholt.

## Familie
Rabbi Natanaʾels jüngerer Bruder, Daniel al-Fayyūmī, war ein Verfasser von Pijjutim, von denen drei in den Slichot-Gebeten von Jom Kippur erwähnt werden. Natanaʾels Sohn Yaʿaqov Fayyūmī konsultierte Maimonides und war Adressat dessen Briefs in den Jemen.

## Ausgaben
- Suhayr Sayyid Aḥmad Duwaynī (Hrsg.): Fayyūmī, Natanaʾīl Beyraf: Bustān al-ʿuqūl. Kairo, 2014.
- Yosef ben David Qāfiḥ: ספר בסתאן אלעקול – גן השכלים (Sefer Bustān al-Uqūl: Gan ha-sekhalim). Association for the Rescue of Ganzi Yemen, Jerusalem, 1954.